# مارپیچ (فیلم ۱۹۹۸)
مارپیچ (به ژاپنی: らせん، رازن) فیلمی ژاپنی در ژانر ترسناک فراطبیعی محصول سال ۱۹۹۸ است که دنباله‌ای بر حلقه (۱۹۹۸) می‌باشد.

## کتابشناسی
- Galbraith IV, Stuart (2008). The Toho Studios Story: A History and Complete Filmography. Scarecrow Press. ISBN 978-1461673743.